# Сакон Ямамото
Сакон Ямамото е японски пилот от Формула 1. Роден е на 9 юли 1982 в Оказаки, Япония, има 21 участия във Формила 1 в които не успява да запише точки, участва с три отбора.